# روبي كير (سائق سيارة سباق)
روبي كير (بالإنجليزية: Robbie Kerr)‏ هو سائق سيارة سباق بريطاني، ولد في 26 سبتمبر 1979 في هاي ويكومب في المملكة المتحدة.

## روابط خارجية
- روبي كير على موقع DriverDB.com (الإنجليزية)